# Joseph Michel (homme politique)
Pour les articles homonymes, voir Joseph Michel et Michel.
Joseph Michel, né le 25 octobre 1925 à Saint-Mard et mort à Arlon le 3 juin 2016, à l'âge de 90 ans, est un homme politique belge.

## Biographie
Fils de maçon, Joseph Michel est licencié en Sciences économiques et Notariat et docteur en Droit. Il est aussi bachelier en philosophie thomiste.
Il exerça d'abord une carrière d'avocat et dans le même temps se lança en politique (il fut nommé homme politique de l'année). Membre du Parti social-chrétien (PSC), il fut député de 1971 à 1991 et président de la Chambre des représentants de 1980 à 1981. Il fut aussi ministre de l'Intérieur (1974-1977), de l'Éducation nationale (1977-1979) et de l'Intérieur et de la Fonction publique (1986-1988). Lors de son passage au ministère de l'Intérieur de 1974 à 1977, il a notamment mené les fusions de communes.

## Récompenses et distinctions
- Officier du Mérite wallon (O.M.W.) 2013[2].
- Grand-croix de l'ordre de Mérite du grand-duché de Luxembourg (Luxembourg, 1979) [3]

## Publications
- Histoire économique du Luxembourg au XIXe siècle, Thuillies, Ramgal, 1954.
- La pire époque, Bruxelles, Vander, 1988.
- La belle époque, Virton, Michel Frères, 1989.
- La grande époque, Bruxelles, Vander, 1990.
- Histoire de Virton, des origines à l’an 2000, en coll. Avec Messieurs Lambert, Petit et Vaulet, 1998..
- Gaumaiseries, Chroniques, Virton, Michel Frères, 1994.
- Frisson de l’an 2000, roman, Virton, Michel Frères, 1999.
- Le magasin aux aventures, biographie romancée de Marguerite Brouhon, Éd. 47, Virton, 2003.
- Les petits vieux, Éd. 47, Virton, 2003.
- Parlotes de la table carrée, Éd. 47, Virton, 2004.
- La ronde des vents, roman, Éd. Michel Frères, Virton, 2006.
- Avocats en liberté, essai, Éd. Michel Frères, Virton, 2006.